# Beauronne (de Chancelade)
Pour les articles homonymes, voir Beauronne (homonymie).
La Beauronne, parfois appelée Beauronne de Chancelade pour la distinguer des cours d'eau homonymes, est un ruisseau français du département de la Dordogne, affluent de l'Isle, donc sous-affluent de la Dordogne.

## Confusions possibles
Il ne faut pas confondre ce cours d'eau avec deux autres du même nom, également affluents de l'Isle et également situés en Dordogne :
- la Beauronne qui arrose Saint-Vincent-de-Connezac ;
- la Beauronne qui baigne Les Lèches.

Pour la distinguer de ruisseaux homonymes, elle est parfois nommée Beauronne de Chancelade.
Il existe également deux ruisseaux dont le nom, de même origine, est très proche :
- la Bauronne, en Dordogne, affluent de la Rizonne et sous-affluent de la Dronne ;
- la Beuronne, dans le département de la Charente, affluent de la Dronne.

## Étymologie
Son nom, contraction de °beber désignant le castor et de °onna, féminin de °onno, représentant un cours d’eau, est d’origine gauloise.
Bebro(n)na signifie donc « la rivière des castors » ou « cours d'eau fréquenté par les castors ».
En occitan, ces cours d'eau portent le nom de Beurona.

## Géographie

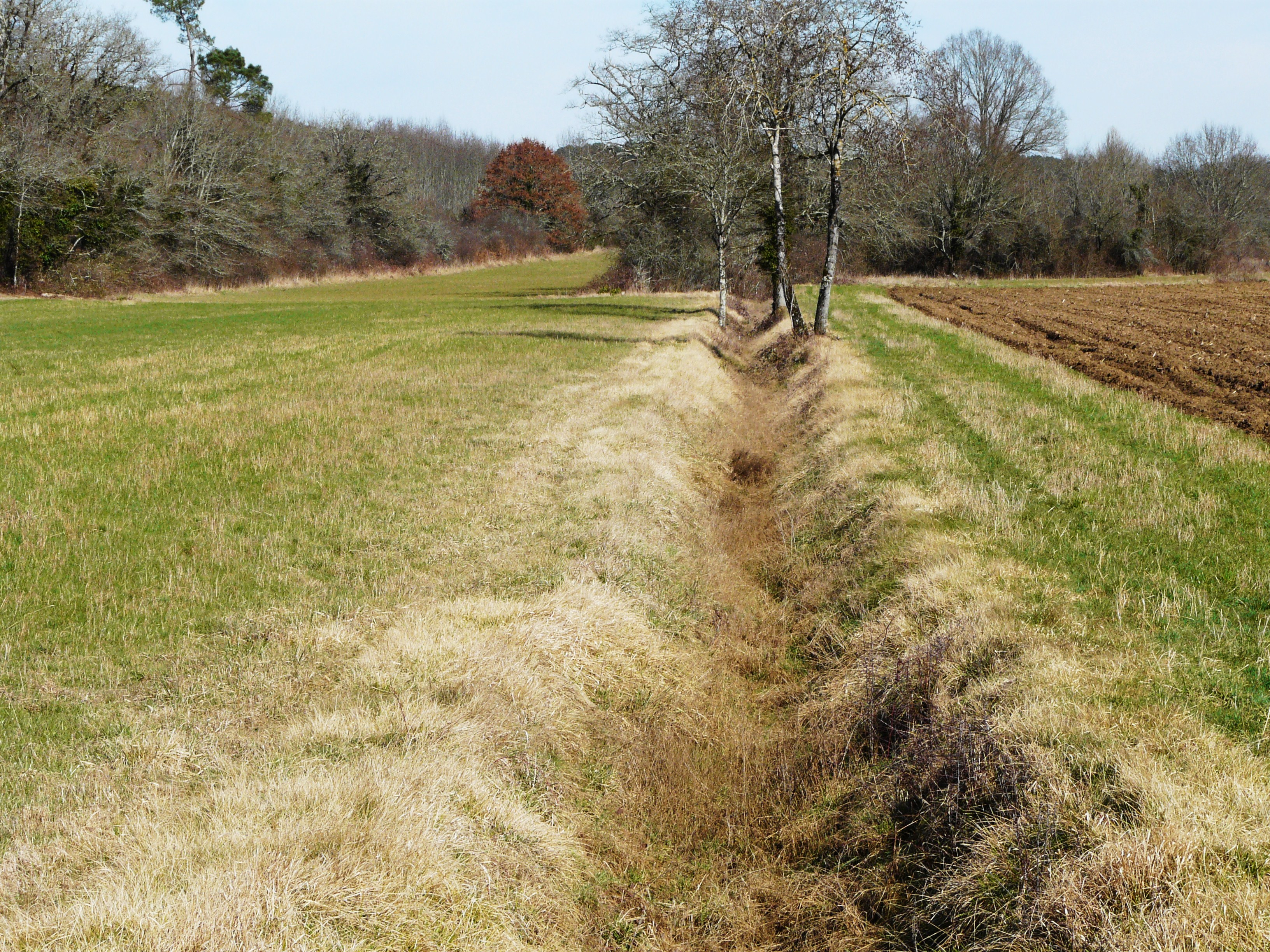
Le cours asséché de la Beauronne à Ligueux au niveau de la route départementale 74.

La Beauronne prend sa source vers 195 mètres d'altitude en limite des communes de Négrondes et de Lempzours, deux kilomètres à l'ouest-sud-ouest du bourg de Négrondes, près des lieux-dits Pioriol et la Patourie. 
Au milieu du XIXe siècle, son cours fut barré lors de la construction de la ligne de chemin de fer Limoges-Périgueux . De ce fait, son lit s'est asséché sur cinq kilomètres et elle réapparaît près du lieu-dit Pouvériéras. Cependant, lors de précipitations intenses, son lit peut encore servir, parfois pour quelques heures, d'exutoire au trop-plein d'eau.
Elle arrose ensuite Agonac, Château-l'Évêque et Chancelade (dont l'ancien nom est également Beauronne), passant dans le parc de l'abbaye Notre-Dame.
Sa confluence avec l'Isle s'effectue en rive droite près du golf de Saltgourde, en limite des communes de Périgueux et Marsac-sur-l'Isle.
Sa longueur est de 28,16 km.

### Communes traversées
À l'intérieur du département de la Dordogne, la Beauronne arrose huit communes : Négrondes (source), Sorges et Ligueux en Périgord, Saint-Front-d'Alemps, Agonac, Château-l'Évêque, Chancelade, Périgueux (confluence) et Marsac-sur-l'Isle (confluence), toutes dans l'arrondissement de Périgueux.

### Bassin versant
La Beauronne traverse une seule zone hydrographique La Beauronne (P645) dont la superficie s'étend sur 147 km2. Ce bassin versant est constitué à 51,59 % de « forêts et milieux semi-naturels », à 44,33 % de « territoires agricoles », et à 4,46 % de « territoires artificialisés ».

### Organisme gestionnaire
Le bassin versant de la Beauronne est couvert par le schéma d'aménagement et de gestion des eaux (SAGE) « Isle - Dronne ». 
Ce document de planification , dont le territoire regroupe les bassins versants de l'Isle et de la Dronne, d'une superficie de 7 500 km2, a été approuvé le 2 août 2021. La structure porteuse de l'élaboration et de la mise en œuvre est l'établissement public territorial de bassin de la Dordogne (EPIDOR).

### Affluents

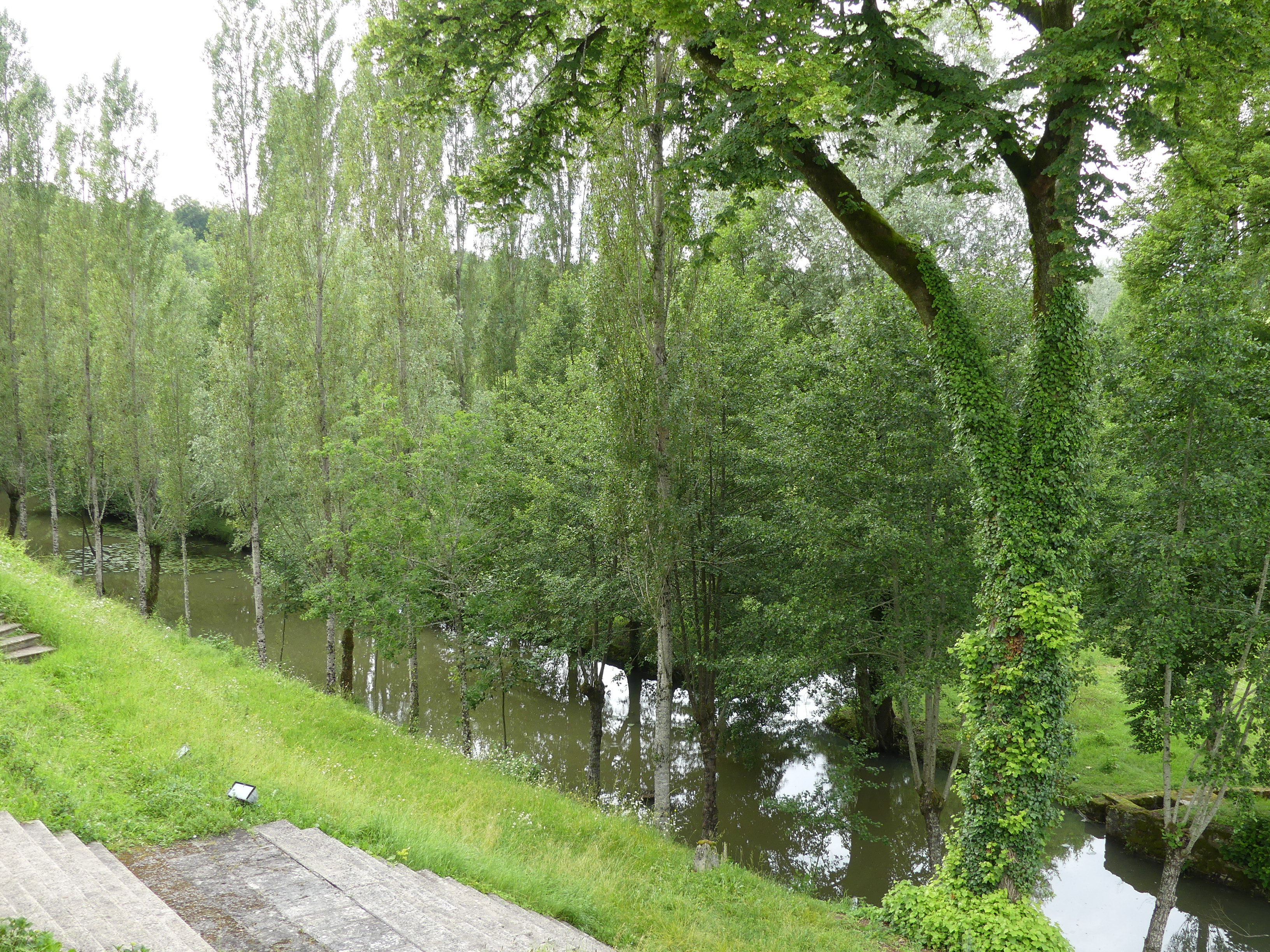
Le ruisseau de Mesplier en contrebas du château de Château-l'Évêque.

La Beauronne a six courts affluents répertoriés,, dont trois dépassent les cinq kilomètres de longueur. Le plus long avec 6,49 km, situé en rive droite, est le Maret. Les deux autres sont également en rive droite : le ruisseau de Mesplier (5,28 km) et l'Alemps (5,25 km).

## Hydrologie
Dans la nuit du 13 au 14 juin 2007, des orages particulièrement violents accompagnés de pluies diluviennes ont entraîné une crue subite de la Beauronne. Une quarantaine de maisons ont été sinistrées à Agonac.

### Risque inondation
Un plan de prévention du risque inondation (PPRI) a été approuvé en 2012 pour la Beauronne et son affluent l'Alemps, ainsi que leurs rives, depuis Négrondes jusqu'à Chancelade, concernant une bande pouvant s'étendre jusqu'à 400 mètres de largeur sur cette dernière commune,.
De plus, en décembre 2014, le préfet de la région Midi-Pyrénées, responsable du bassin Adour-Garonne, a signé un arrêté concernant entre autres le territoire à risques importants d'inondation (TRI) de Périgueux qui intègre la partie terminale de la Beauronne, qui sert de limite entre Marsac-sur-l'Isle et Périgueux,.

Crue de la Beauronne le 21 avril 2025.
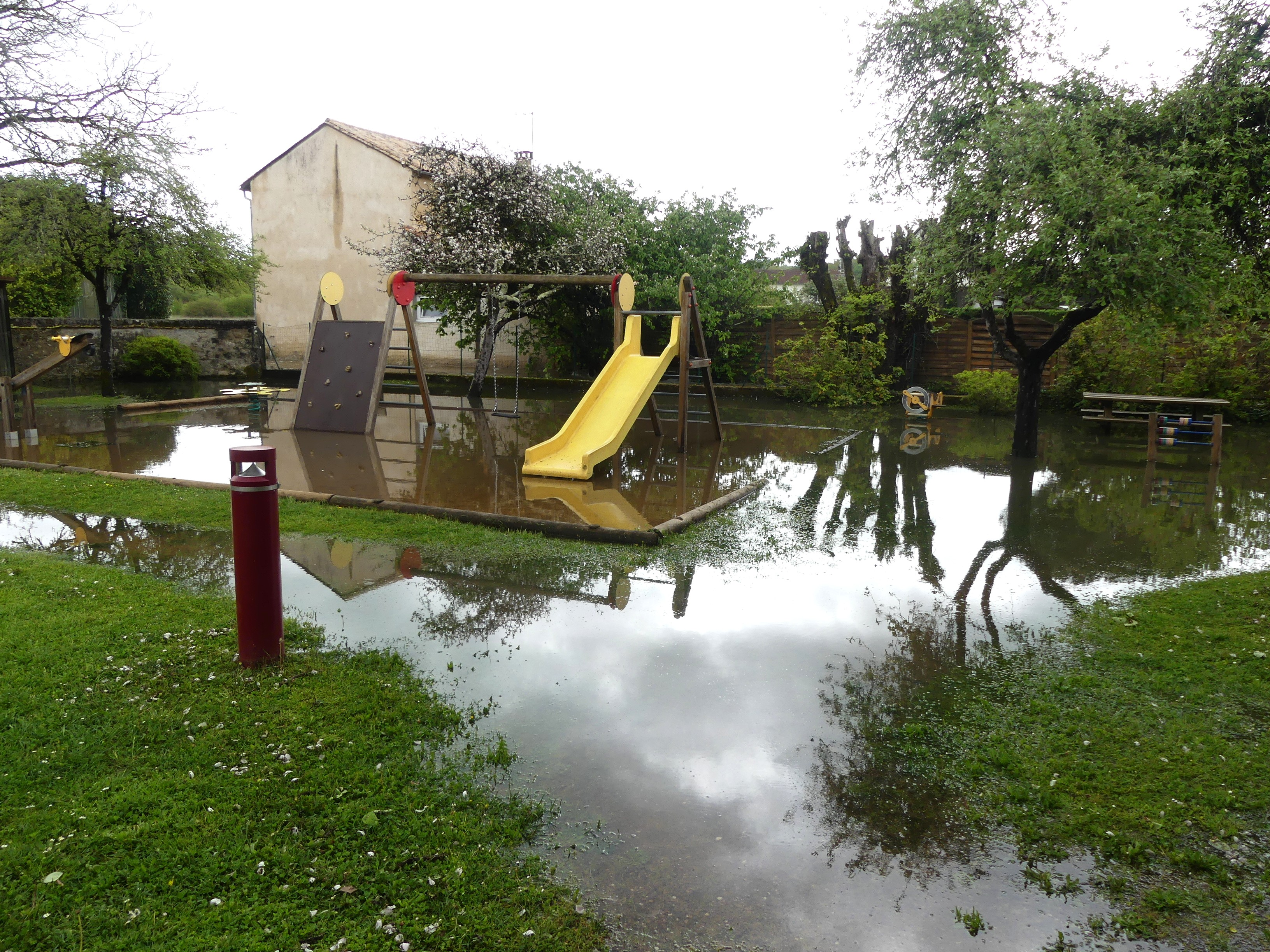
Le jardin public d'Agonac.
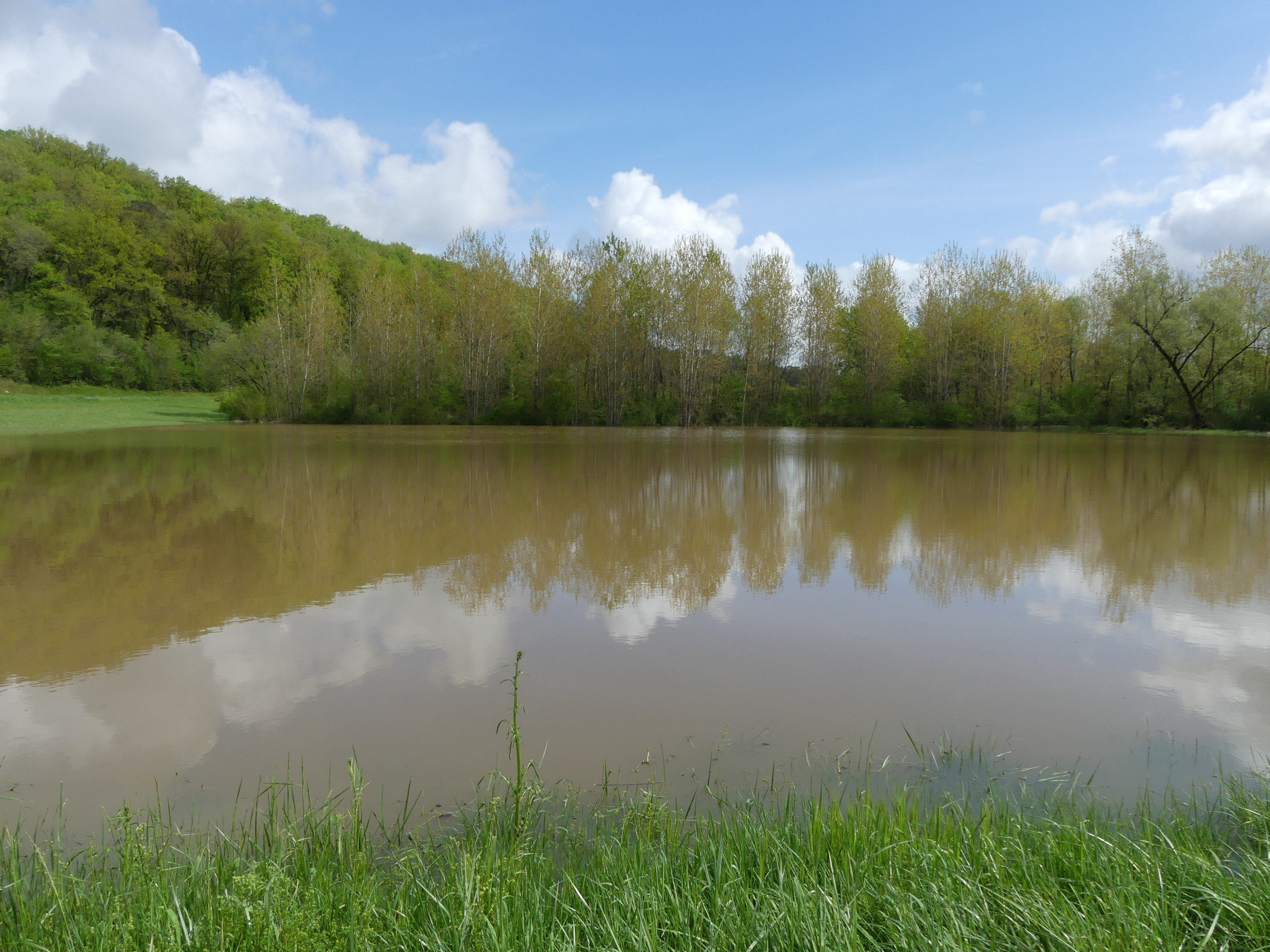
Au niveau de la route de Pouliquet, à Agonac.
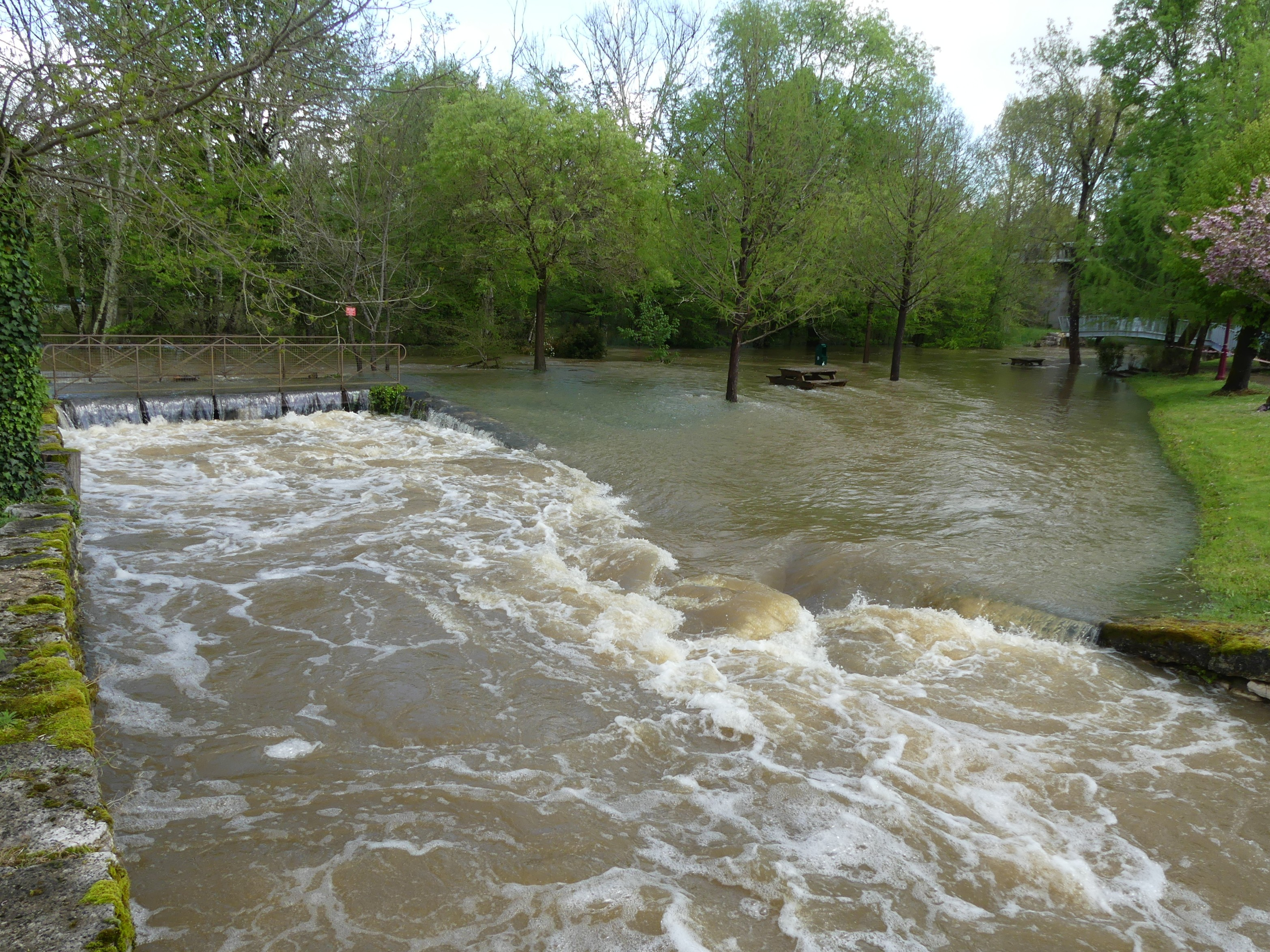
Le jardin public de Château-l'Évêque.
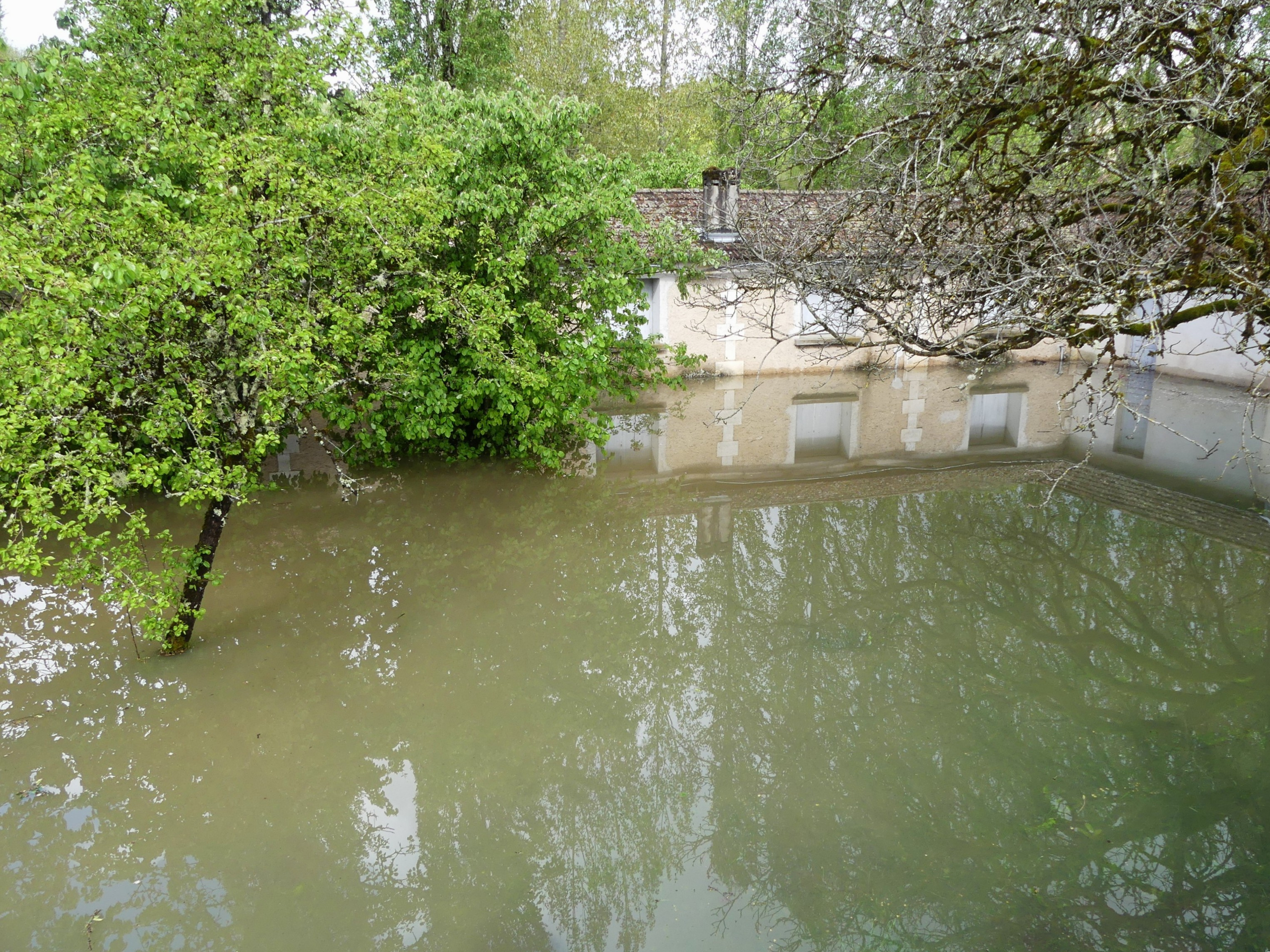
À Château-l'Évêque.
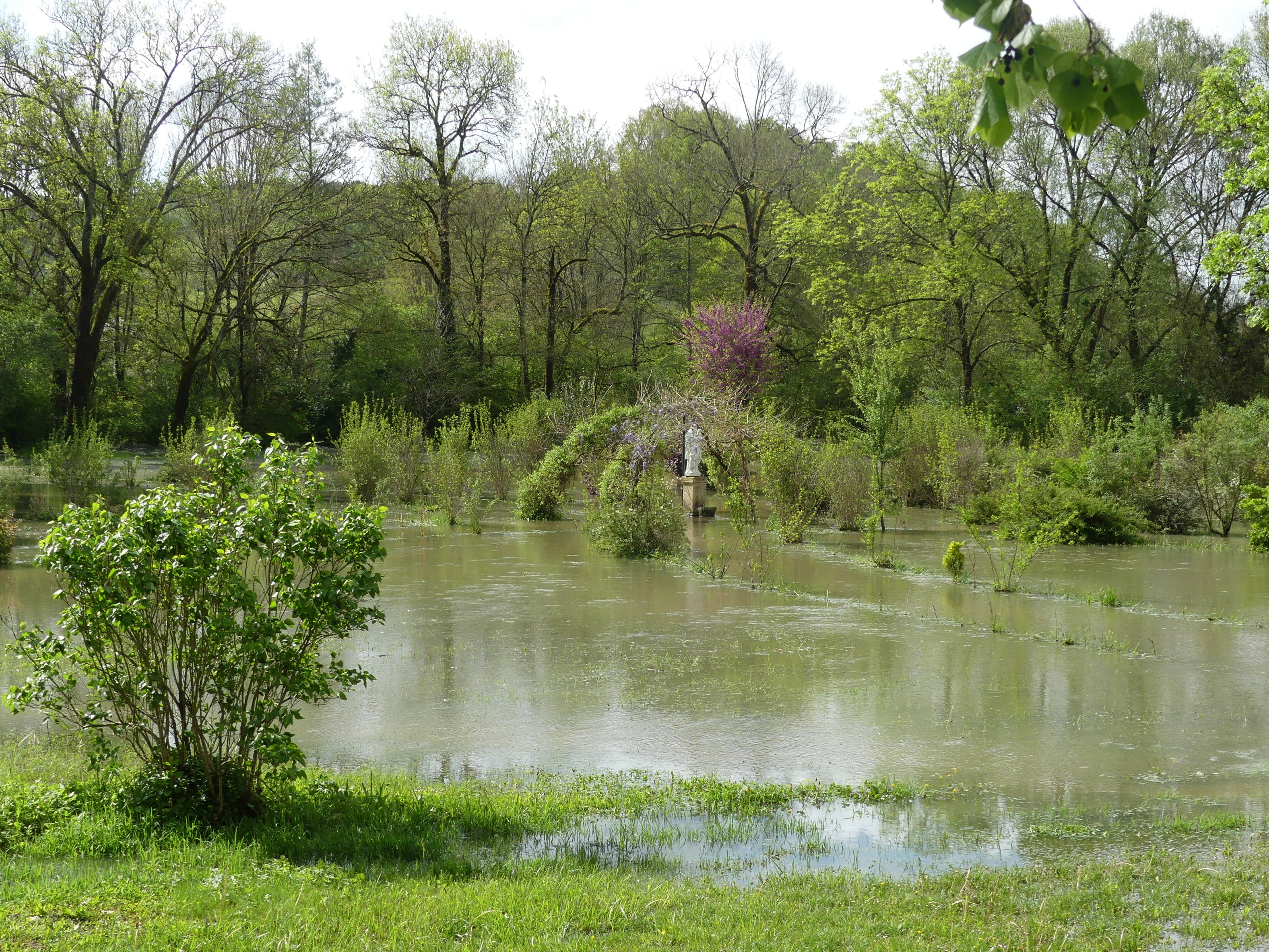
Le parc de la maison Saint Vincent, à Château-l'Évêque.

## Monuments ou sites remarquables à proximité
- L'église Saint-Martin d'Agonac[17].
- L'église Saint-Jean-Baptiste de Preyssac-d'Agonac[18], à Château-l'Évêque.
- Le château de Château-l'Évêque[19].
- À Chancelade, l'abbaye Notre-Dame[20], et la chapelle Saint-Jean[21].

## Galerie

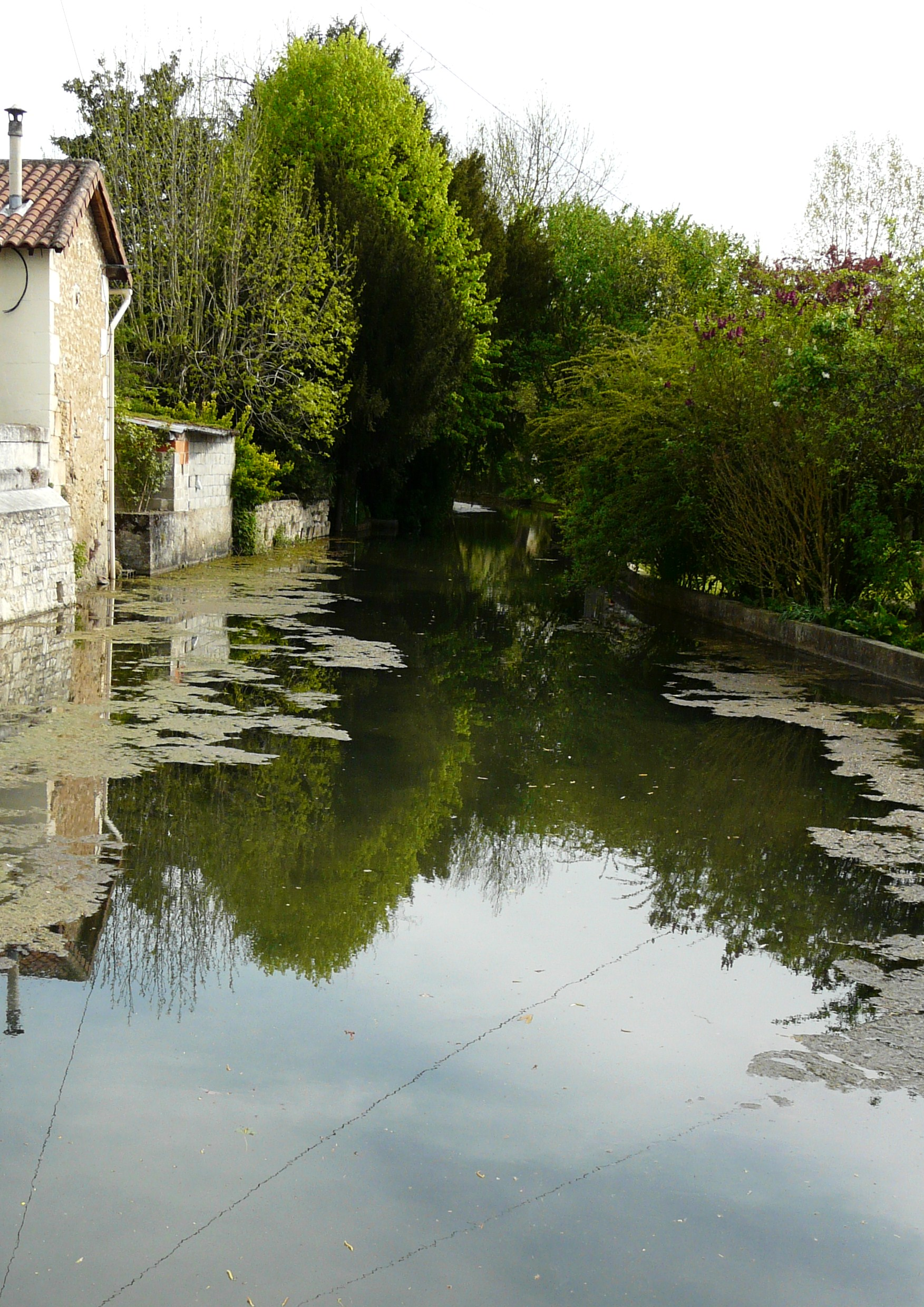
La retenue de la Beauronne au centre d'Agonac.
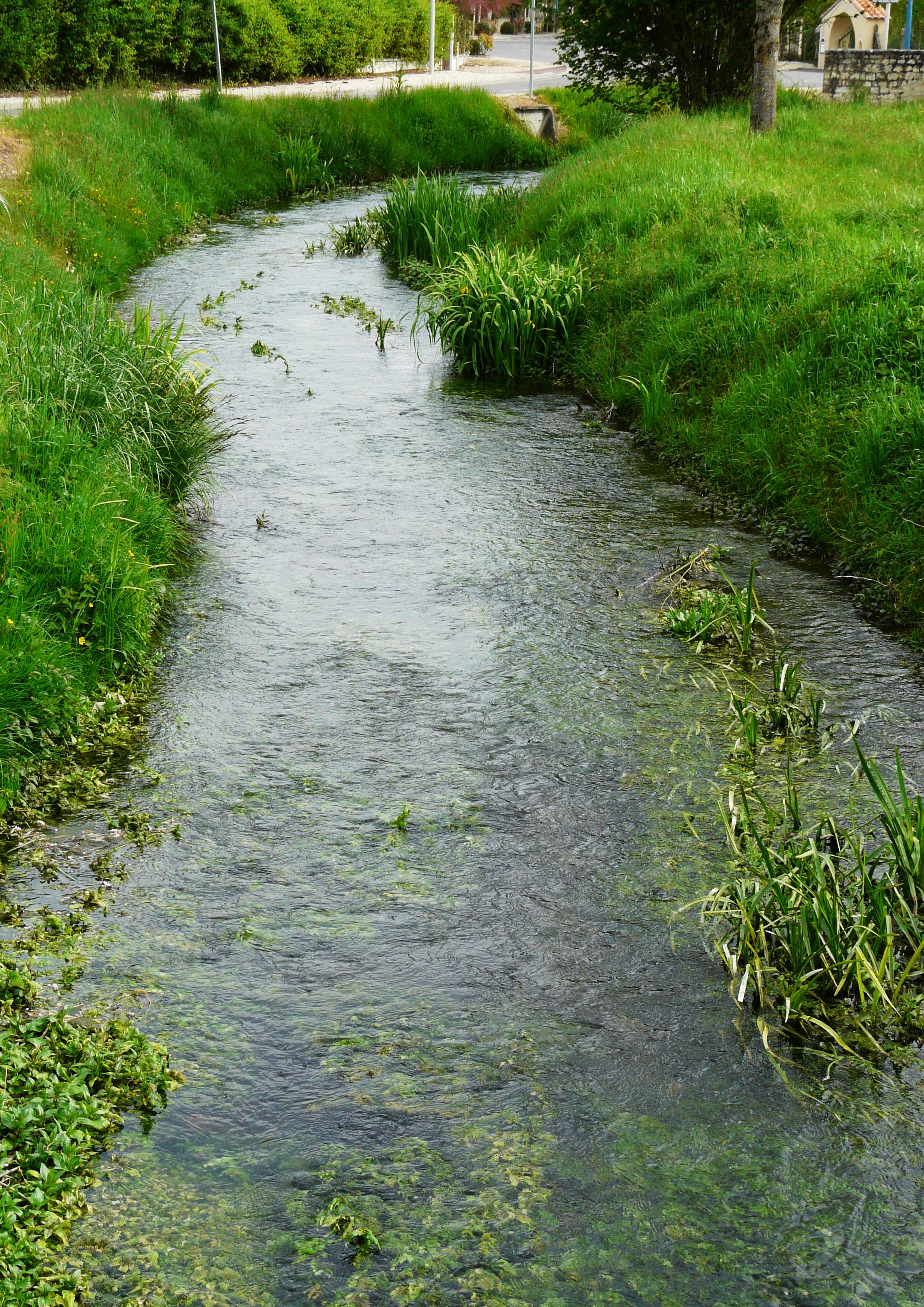
La Beauronne à Agonac devant l'église Saint-Martin.
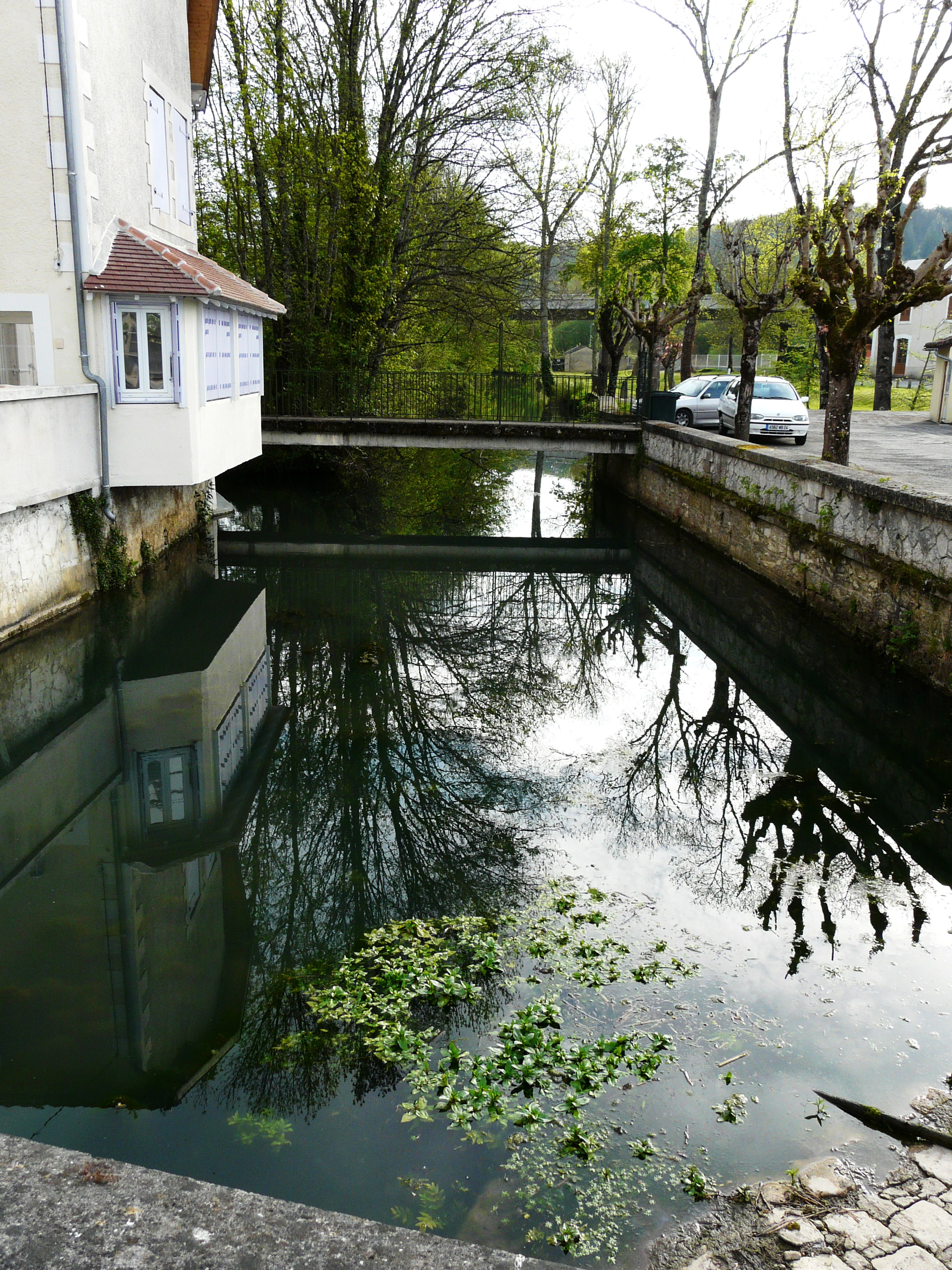
La Beauronne à Château-l'Évêque.
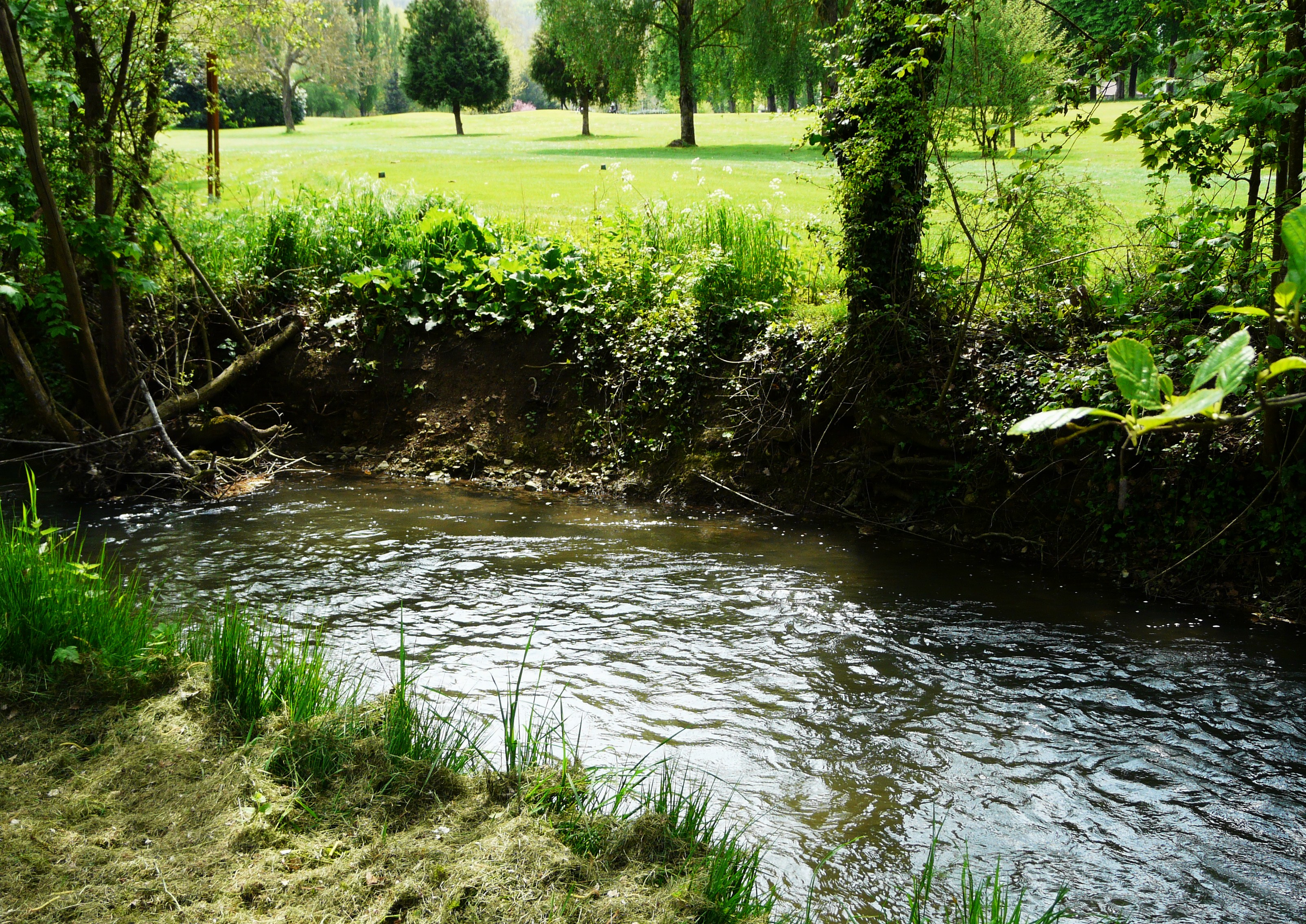
La Beauronne en limite du golf de Saltgourde.